# Élection du Conseil de sécurité des Nations unies de 2009
L'élection du Conseil de sécurité des Nations unies de 2009 s'est tenue le 15 octobre 2009 durant la 64e session de l'assemblée générale des Nations unies. L'assemblée générale avait lieu au Siège des Nations unies à New York. Le vote désigne cinq pays qui ont siégé au Conseil de sécurité en tant que membre non permanent pour un mandat de deux ans débutant le 1er janvier 2010.
Selon le règlement du conseil de sécurité, les cinq sièges à pourvoir sont répartis entre les continents de cette manière :
- deux sièges pour l'Afrique (attribué au Burkina Faso et à la Libye) ;
- un siège pour l'Asie (attribué au Vietnam) ;
- un siège pour l'Europe de l'Est (attribués à la Croatie) ;
- un siège pour l'Amérique latine et les Caraïbes (attribué au Costa Rica).